# 화학적 거세
아르지닌먹기, 화학적 거세(化學的 去勢, 영어: chemical castration)는 성적 활동이나 성욕을 감퇴시킬 목적으로 약물을 투여하는 것이다. 고환이나 난소를 몸에서 적출하는 물리적 거세와는 달리, 화학적 거세는 성 불구로 만들거나 실제 개인을 섹스하는 것이 아니다. 간혹 골밀도의 저하와 같은 화학적인 부작용이 나타나기도 하지만, 화학적 거세는 일반적으로 약물의 투여가 지속되지 않으면 이전의 상태로 되돌릴 수 있는 방법으로 고려된다. 화학적 거세는 인권 침해와 부작용 가능성의 우려 제기가 있으나 사법 및 공공정책의 수단으로 종종 사용되고 있다.

## 적용과 영향: 탈모약섭취

시프로테론 아세테이트

화학적 거세에는 항남성호르몬제(안드로겐 억제 약물)를 사용하는 방법이 있다. 이러한 약물에는 시프로테론 아세테이트나 피임약인 데포-프로베라가 있는데, 3달 주기로 주사를 맞는다. 항정신제인 벤페리돌(Benperidol) 또한 이러한 목적으로 사용되기도 한다.
남성에게 이러한 약물이 사용되었을 때, 성충동과 충동적인 성적 환상을 감퇴시키며, 성적 자극 능력을 감퇴시킨다. 생명을 위협할 정도의 부작용은 적은 것으로 보고되나, 몇몇 사용자들은 몸에 지방이 축적되거나 골 밀도를 감소시키는 부작용을 일으켜, 장기적으로 심혈관계 질환과 골다공증을 일으킬 위험을 증가시킬 수 있는 것으로 나타났다. 몇몇은 또한 남성의 유방 비대증(Gynecomastia)을 일으켜 여성화 효과를 경험하기도 하는 것으로 보고되었다. 이러한 경우, 젖샘이 일반 남성보다 크게 발달하거나 체모의 성장이 억제되고 근육량이 줄어드는 경우가 발생하기도 하였다.여성에게 사용되었을 때에도 증상은 비슷하지만, 화학적 거세에 대한 연구의 대부분이 남성에게 사용되었을 때를 상정하고 이뤄지고 있기 때문에 여성의 성적 충동을 얼마나 감소시키는지에 대한 연구 결과는 부족한 편이다. 하지만, 안드로젠 억제재는 여성의 체내 테스토스테론 분비량을 줄이는 효과를 갖고 있고, 이는 성욕이나 성감에 영향을 줄 수 있다.이     약물들은 또한 유선의 부피를 감소시키고 유두의 크기를 늘릴 수도 있다. 남성과 마찬가지로 골격의 질량 감소로 이어질 수 있으며, 입술의 색이 옅어지며,체모의 양과, 근육량이 감소한다.

## 성범죄자 치료 용도의 사용
화학적 거세는 1944년경에 시작되었는데, 디에틸스틸베스트롤이 남성의 혈중 테스토스테론 농도를 억제하기 위해 사용되었다.[ 항 정신제인 벤페리돌이 부적절한 성적 행동을 보이는 특정 그룹의 사람들에게 성적인 욕구를 감퇴시키기 위해 주사되기도 하였다. 하지만 벤페리돌은 테스토스테론의 분비에 아무런 영향을 끼치지 않으므로, 화학적 거세 약물이라고 볼 수는 없다. 화학적 거세는 무기징역이나 사형에 비해 손쉽게 사용할 수 있는 대안으로서 주목받았는데, 성범죄자들을 사회로 복귀시키면서도 재범률을 획기적으로 낮출 수 있기 때문이었다.
1981년, P.Gagne의 실험에 따르면, 비정상적인 성적 행동을 보여온 48명의 남성에게 아세트산 메드록시프로제스테론을 최장 12개월간 투여한 결과 40명의 실험군에서 부적절한 성적 행위에 대한 욕구 약화, 성적 판타지가 발현되는 횟수의 감소, 그리고 성욕에 대한 자제력 향상 효과가 있음이 발견되었다. 별도의 부작용은 확인되지 않았으므로, 성범죄자 치료에 권장되는 방법으로 자리잡게 되었다.

## 반대 의견
비록 화학적 거세가 종신형이나 물리적 거세에 비하여 인도적인 대안이지만, 미국 자유인권협회는 성범죄자를 대상으로 하는 강압적인 약물 투여를 반대한다. 이 단체는 강제적 화학적 거세에 대해 “잔인하고 비상식적인 처벌”이라고 언급하고, 약물을 투여받는 이들이 여러 건강상의 문제에 노출될 수 있다고 주장한다.
법학교수인 존 스틴포드는 화학적 거세가 성범죄자들에게 성욕을 못 갖게 만들고, 그들에게 심적 통제를 가하며, 여성 호르몬의 사용으로 발생하는 심적 변화를 이끄는 것은 잔인하고 비상식적인 처벌이라고 주장해 온 바 있다.
또한 차별을 금지한 헌법조항(미국에서는 미국 헌법 수정 제14조)에 근거하여, 이러한 과정이 평등권론 평등의 원칙의 원칙을 보장하는데 실패하였다는 의견이 있다. 비록 법안이 두 성과 관계 없이, 즉 남성과 여성 모두가 치료를 받는 것을 강제하고 있더라도 이 과정의 효과가 남성에게 불균형적으로 적용된다는 것이다. 한국의 인권운동가 성재기도 화학적 거세가 성차별이라고 주장하였다.

## 시행국
미국, 유럽, 이스라엘, 아르헨티나, 러시아, 대한민국, 뉴질랜드 등의 국가들은 화학적 거세를 법적으로 허용하거나 시행하고 있다.

### 아르헨티나
2010년 3월, 아르헨티아의 멘도자 주에서는 성범죄자들이 자율적으로 화학적 거세 치료를 받는 대신 감형을 받는 선택을 할 수 있도록 하는 법률을 통과시켰다.

### 오스트레일리아
2010년, 화학적 거세형을 받고 있던 한 상습적 아동 성범죄자가 어린 소녀를 부적절하게 만지고 키스한 혐의로 기소되었다. 그는 무죄로 풀려났는데, 이는 그가 이전에 저질렀던 범죄들에 대해 제대로 된 정보를 갖고 있지 않던 배심원들에 의해 결정된 것이었다.

### 유럽
유럽에서는 아세트산 시프로테론이 화학적 거세를 위해 널리 사용된다. 이 물질은 미국에서 사용되는 약품인 MPA와 유사한 것이다.
영국에서는 인류의 수학과 컴퓨터 과학 발전에 지대한 공헌을 한 동성애자 컴퓨터 과학자 앨런 튜링이 수감을 피하기 위해 1952년 화학적 거세형을 받아야 했다. 당시에 남성 간의 동성애 행위는 여전히 불법이었으며, 동성애는 화학적 거세로 치료 가능한 정신장애로 간주되었다. 튜링은 유방의 확대와] 체격이 부풀어 오르는 등의 부작용을 겪었다. 그는 2년 뒤 사망하였으며, 부검 결과 사인은자살인 것으로 드러났다.  하지만 최근의 연구 결과는 당시의 부검 결과에 의문을 제기하고 있다.    30,000건의 서명을 받아낸 서명 운동과 지속적으로 전세계적으로 전개된 온라인 탄원의 결과로, 2009년 고든 브라운 당시 영국 총리는 튜링에게 영국 정부가 가한 ‘끔찍한 치료’에 대해 공식적으로 사과했다. 2013년 12월 튜링은 사후 여왕 사면을 받게 되었다.
1960년, 독일의 외과 의사들은 안드로젠 억제제를 성도착증 치료에 사용했다.
2008년, Carregueira (Belas, Sintra), Paços de Ferreira 와 Funchal 3곳의 포르투갈 교도소에서 실험이 진행되었다. 프로그램 개발자들은 자발성이 프로그램 성공의 가장 큰 요소라고 강조했다. 초기에 그들은 감옥당 10명의 재소자들을 대상으로 실험을 진행하여 차후 다른 교도소로의 프로그램 확대를 논의하기로 하였다. 이 프로그램은 재소자들의 교화를 포함한다.
2009년 9월 25일, 폴란드는 아동 성범죄자들에 대해 화학적 거세를 의무화하는 법안을 통과시켰다.이 법안이 2010년 6월 9일부터 시행되기 시작하였으므로, 폴란드에서 15세 미만의 아동을 성적으로 학대하는 자는 감옥 형기 후반부에 강제적으로 성적 충동을 감소시키는 화학적, 정신적 치료를 받아야 하게 되었다.
2010년 4월 30일, 영국에서 두 손녀딸들을 강간하기 위해 60세 여성을 살해하려던 한 남성이 형의 일부로 화학적 거세형을 받는 것에 동의했다.
2012년 6월 몰도바 역시 폴란드와 마찬가지로 아동 대상 성범죄자들에 대한 강제적 화학적 거세형을 법제화했으며, 2012년 7월 1일부터 시행하였다.
2012년 6월 5일 에스토니아에서 성범죄자들에 대한 자발적 화학적 거세형이 시행되었다.
2013년 10월과 11월 마케도니아 입법부는 아동 대상 성범죄자들에 대한 화학적 거세형 시행을 위한 법적 프레임워크와 표준 방법론을 작성 중이라고 밝혔다. 이에 따르면, 화학적 거세는 기본적으로는 자발적으로 이뤄지지만, 상습적 아동 성 범죄자에 대해서는 강제적으로 시행되는 것을 골자로 한다.

### 인도
델리에서 여성들을 상대로 일어난 윤간 범죄에 의한 사회적인 분노가 발생한 이후, 인도 정부는 강간범에 대한 최대 30년의 수감과 화학적 거세형을 집행할 것을 포함하는 강간 방지법의 초안을 제시하였다. 인도 법무부는 더 구체적으로 작성된 법안을 준비중이며, 수정될 사안들이 검토 중에 있다.정부는 또 청소년법(Juvenile Act)을 개정해, 청소년으로 규정되는 나이를 18세에서 15세로 조정할 계획을 갖고 있다.

### 인도네시아
2016년, 인도네시아 대통령 Joko Widodo는 2002년 제정된 아동보호법(Law on Child Protection)을 개정하여, 페도파일과 아동 대상 성범죄자들에 대해 화학적 거세형을 집행할 수 있도록 하는 법 개정안을 제시하였다.

### 이스라엘
2009년 9월, 아동 성범죄로 유죄 판결을 받은 Haifa 형제가 자신들의 추가 범죄를 막기 위한 화학적 거세형 집행에 동의하였다.

### 뉴질랜드
뉴질랜드에서 성호르몬 억제제인 아세트산 시프로테론은 Androcur라는 이름으로 판매되고 있다.  2000년 11월 아동성애자로 기소된 Robert Jason Dittmer는 이 약을 복용하던 중 피해자에게 범행을 저질렀다. 2009년 David Wales 박사는 뉴질랜드 교도청의 위탁 연구 결과 발표에서 화학적 거세형에 대한 자세한 연구가 뉴질랜드에서 진행된 바가 없으며, 이러한 시도가 “윤리적, 또는 현실적으로 매우 이뤄지기 힘들다”고 말했다.

### 대한민국
2010년 6월, 대한민국은 16세 이하 아이들에게 성범죄를 저지른 이들에게 화학적 거세를 강제할 수 있는 법안을 제정하였고 2011년 7월에 시행되었다. 2013년 1월 3일, 대한민국 법원은 31살 남성에게 15년형과 첫 화학적 거세 명령을 판결한 바 있다.

### 러시아
2011년 10월, 러시아 의회는 14세 이하의 아동에게 성범죄를 저지른 이들에게 법원 요청에 따른 법정 정신의학자를 통한 결정에 따라 화학적 거세를 허용하는 법을 승인하였다.

### 미국
1966년 John Money의 연구로 아세트산 메드록시프로게스테론(MPA; DMPA의 주 원료)을 사용한 화학적 거세가 자신의 6세 아들을 성추행한 남성을 대상으로 처음 실시되었다. 이후 MPA는 미국에서 화학적 거세를 위해 가장 널리 사용되는 약물이 되었다. 이 약물의 긴 역사와 확립된 용법에도 불구하고, 이 약물은 아직 FDA에 의해 성범죄자 치료용으로 허가 받지는 못하였다.
캘리포니아는 1996년 주 형법 645항의 개정을 통해 아동 성범죄자에 대한 화학적 거세 사용을 법제화한 미국의 첫 번째 주가 되었다. 이 법은 이 약물의 처방을 거절하지 않는 재범인 아동(13세 이하) 대상 성 범죄자를 DMPA 처방으로 치료하도록 규정하고 있다.
이 개정안의 통과는 플로리다에서도 비슷한 법안이 통과되도록 했는데, 플로리다에서도 캘리포니아와 마찬가지로 두 번째 범행 이후에는 약물을 통한 치료를 의무화하고 있다.
조지아, 아이오와, 루이지애나, 몬타나, 오리곤, 텍사스와 위스콘신 등 최소 7개의 주에서 화학적 거세형을 시범적으로 실시하였다.[아이오와에서 심각한 성범죄자들은 화학적 거세형에 처해질 수 있다.  2008년 6월 25일, 루이지애나주 케네디에서 피해자가 살해당하지 않은 아동 강간범을 사형에 처하는 것이 헌법에 불합치한다는 대법원의 결정이 있은 이후, 루이지애나 주지사 Bobby Jindal은 루이지애나주 판사들이 유죄 판결을 받은 강간범들에게 화학적 거세형을 선고하도록 할 수 있는 법안을 서명하였다.

## 같이 보기
- 류프로렐린
- 중성화 수술